# 天镇县
天镇县在中華人民共和国山西省东北端，是大同市所辖的一个县，面积为1635平方公里。邻接河北省和内蒙古自治区。東臨河北省懷安縣，西接山西省陽高縣，南毗河北省陽原縣，北楔内蒙古自治区興和縣，素有“雞鳴一聲聞三省”之稱。

## 历史
西汉建延陵县，辽朝改为天成县，明朝又改为天成卫；清朝顺治三年（1646年）改天镇卫，雍正三年（1725年）置天镇县。
一九三七年九月十二日（ 農曆八月初八日 )，侵華日軍屠殺村民，死難同胞有三千人（ 資料來源： ［ 抗日戰爭紀念網一天鎮‘ 八八慘案’］

## 人口
根據第七次人口普查數據，截至2020年11月1日零時，天鎮縣常住人口為160691人。

## 行政区划
天镇县下辖5个镇、6个乡：
玉泉镇、谷前堡镇、米薪关镇、逯家湾镇、新平堡镇、卅里铺乡、贾家屯乡、赵家沟乡、南高崖乡、张西河乡和马家皂乡。

## 交通
行政区内下辖3座火车站:
- 永嘉堡站
- 夏小堡站
- 天镇站

## 旅游
- 慈云寺：是天镇县现存边塞历史文化文物的典型，以其历史久远，规模宏大而著称，为全国重点文物保护单位。
- 玉皇阁：是新平堡唯一遗存明代边塞城堡的代表建筑，也是全县明代七座玉皇或昊天或大奎阁的唯一遗存。
- 盘山石窟：有山有水有寺庙，寺院环境优美，离县城较近，受到平民百姓的钟爱，乃至演化为“四月八逛盘山”的乡俗。